# Tapio Wirkkala
Tapio Veli Ilmari Wirkkala (Hanko, 2 giugno 1915 – Helsinki, 19 maggio 1985) è stato un designer e scultore finlandese.

## Biografia
Tapio Wirkkala nasce ad Hangö il 2 giugno 1915 e studia presso la scuola Töölö di Helsinki. Come i fratelli Helena e Tauno, Wirkkala si appassiona alle arti, grazie anche al padre Ilmari, architetto cimiteriale, e alla madre Selma, intagliatrice di legno. Dopo i sei anni di scuola secondaria, Wirkkala si iscrive alla scuola di arti applicate (Taideteollinen keskuskoulu) di Helsinki, e nel 1933 si specializza in scultura decorativa. Il collega ceramista Birger Kaipiainen presenta a Wirkkala Rut Bryk, e i due si sposano nel 1945.
Nel dopoguerra Wirkkala lavora in un'agenzia di pubblicità e partecipa a concorsi di design come quello per l'azienda Iittala, per la quale inizia a lavorare a partire dal 1946, una collaborazione che durerà per i successivi 30 anni. Tra le creazioni per Ittala si può citare Madonna and Child e Campanile (1951), il vaso Kantarelli (o Chanterelle, 1946), le coppe Jäävuori e Jääpala, e la linea Ultima Thule, realizzata nel 1968 per l'expo di Montreal ed usata negli aerei Finnair della tratta Helsinki-New York, inaugurata nel 1969
Nel frattempo Wirkkala partecipa e vince altre competizioni: nel 1947 disegna alcune banconote emesse dalla Banca di Finlandia, ed in circolazione fino agli anni ottanta, e realizza il francobollo per i giochi olimpici di Helsinki del 1952. Celebre è inoltre la foglia di compensato, creata nel 1951 ed impiegata per la mostra statunitense Design in scandinavia del 1954, e la serie di sculture Paadarin jää per le quali vince la Triennale di Milano nel 1960. Wirkkala crea la bottiglia della vodka Finlandia.
In Italia Wirkkala frequenta Gio Ponti, Luciano Baldessari e Paolo Venini; dal 1966 al 1972 collabora con Vetreria Venini, e dal 1957 crea invece per Rosenthal le linee Century, Composition, Kurve, Polygon, Taille e Variation.
Le opere di Wirkkala sono esposte al MoMA di New York e al Centro Georges Pompidou di Parigi.
Wirkkala muore a Helsinki il 19 maggio 1985.
Nel 2003 viene creata una fondazione dedicata a Tapio Wirkkala e alla moglie Rut Bryk, sepolta insieme a lui, con lo scopo di mantenere la collezione e promuovere il design finlandese

## Riconoscimenti
Tapio Wirkkala ha ricevuto i seguenti riconoscimenti:
- Medaglia d'oro alla Triennale di Milano (1951, 1954, 1960, 1963)
- Primo premio alla Fiera Mondiale di Bruxelles (1957)
- Domus Golden Obelisk (1963)
- titolo di Royal Designers for Industry ad honorem (1964)
- titolo di dottore honoris causa al Royal College of Art (1971)
- titolo di membro onorario del Worshipful Company of Goldsmiths (1971)
- titolo di membro della Finnish Academy (1972)